# Jackson Wells
Jackson Wells (* 21. April 1998) ist ein neuseeländischer Freestyle-Skier. Er startet in den Disziplinen Slopestyle und Big Air.

## Werdegang
Wells startete im August 2013 in Cardrona erstmals im Freestyle-Skiing-Weltcup und belegte dabei den 32. Platz im Slopestyle. Bei den Juniorenweltmeisterschaften 2014 in Chiesa in Valmalenco errang er den 17. Platz im Slopestyle und den 11. Platz in der Halfpipe. Im folgenden Jahr wurde er bei den Juniorenweltmeisterschaften Vierter im Slopestyle. Im September 2015 kam er beim Toyota One Hit Wonder Big Air in Thredbo auf den dritten Platz. Bei den Olympischen Jugend-Winterspielen 2016 in Lillehammer gelang ihn der sechste Platz im Slopestyle. Zu Beginn der Saison 2016/17 errang er bei der Big-Air-Veranstaltung Monster Energy in Cardrona den zweiten Platz. Im März 2017 holte er bei den X-Games Norway 2017 in Hafjell die Bronzemedaille im Big Air und belegte bei den Freestyle-Skiing-Weltmeisterschaften in Sierra Nevada den 24. Platz im Slopestyle.